# Conus leekremeri
Espèce
Statut de conservation UICN

 DD  : Données insuffisantes
Conus leekremeri est une espèce de mollusques gastéropodes marins de la famille des Conidae.
Comme toutes les espèces du genre Conus, ces escargots sont prédateurs et venimeux. Ils sont capables de « piquer » les humains et doivent donc être manipulés avec précaution, voire pas du tout.

## Description
La longueur maximale enregistrée de la coquille est de 30 mm. 

## Distribution
Locus typicus: "Côte sud de l'île Grand Bahama."

Cette espèce marine est présente au large des Bahamas.

### Niveau de risque d’extinction de l’espèce
Selon l'analyse de l'UICN réalisée en 2011 pour la définition du niveau de risque d'extinction, cette espèce est restreinte dans sa distribution et se trouve dans les eaux profondes. Il n'y a que 10 spécimens connus, mais on sait peu de choses sur eux. Des méthodes de pêche destructrices telles que le chalutage sont connues dans la zone d'habitat de cette espèce. Elle est répertoriée comme étant insuffisamment documentée.

## Taxinomie

### Publication originale
L'espèce Conus leekremeri a été décrite pour la première fois en 1987 par le malacologiste américain Edward James Petuch (d)Dieter Röckel dans « Charlottesville, Virginia: The Coastal Education and Research Foundation »,.

### Synonymes
- Conasprelloides leekremeri (Petuch, 1987) · non accepté
- Conus (Dauciconus) leekremeri Petuch, 1987 · appellation alternative